# Brigadiers yougoslaves dans la guerre civile espagnole
 (février 2021).
La mise en forme du texte ne suit pas les recommandations de Wikipédia : il faut le « wikifier ».
Les points d'amélioration suivants sont les cas les plus fréquents :
- Les titres sont pré-formatés par le logiciel. Ils ne sont ni en capitales, ni en gras.
- Le texte ne doit pas être écrit en capitales (les noms de famille non plus), ni en gras, ni en italique, ni en « petit »…
- Le gras n'est utilisé que pour surligner le titre de l'article dans l'introduction, une seule fois.
- L'italique est rarement utilisé : mots en langue étrangère, titres d'œuvres, noms de bateaux, etc.
- Les citations ne sont pas en italique mais en corps de texte normal. Elles sont entourées par des guillemets français : « et ».
- Les listes à puces sont à éviter, des paragraphes rédigés étant largement préférés. Les tableaux sont à réserver à la présentation de données structurées (résultats, etc.).
- Les appels de note de bas de page (petits chiffres en exposant, introduits par l'outil «  Source ») sont à placer entre la fin de phrase et le point final[comme ça].
- Les liens internes (vers d'autres articles de Wikipédia) sont à choisir avec parcimonie. Créez des liens vers des articles approfondissant le sujet. Les termes génériques sans rapport avec le sujet sont à éviter, ainsi que les répétitions de liens vers un même terme.
- Les liens externes sont à placer uniquement dans une section « Liens externes », à la fin de l'article. Ces liens sont à choisir avec parcimonie suivant les règles définies. Si un lien sert de source à l'article, son insertion dans le texte est à faire par les notes de bas de page.
- La présentation des références doit suivre les conventions bibliographiques. Il est recommandé d'utiliser les modèles {{Ouvrage}}, {{Chapitre}}, {{Article}}, {{Lien web}} et/ou {{Bibliographie}}. Le mode d'édition visuel peut mettre en forme automatiquement les références.
- Insérer une infobox (cadre d'informations à droite) n'est pas obligatoire pour parachever la mise en page.

Pour une aide détaillée, merci de consulter Aide:Wikification.
Si vous pensez que ces points ont été résolus, vous pouvez retirer ce bandeau et améliorer la mise en forme d'un autre article.
Les brigadiers yougoslaves (en serbo-croate: Španski borci, en cyrillique serbe: Шпански борци, littéralement «combattants espagnols») sont un contingent de volontaires yougoslaves qui a lutté aux côtés du parti républicain durant la guerre d'Espagne. Composé des diverses nationalités qui composaient alors le royaume de Yougoslavie, et de résidents yougoslaves du reste du monde, le groupe comporte 1 664 combattants, dont 800 sont morts,. Selon les statistiques espagnoles, 148 d'entre eux ont obtenu le grade d'officiers au cours du conflit.
La plupart a combattu dans les bataillons Dimitrov et Đuro Đaković (es) des Brigades internationales, et un grand nombre a participé et est mort pendant la bataille de l'Èbre de 1938. Les membres ont été recrutés par le Parti Communiste de Yougoslavie, alors illégal, ou grâce au centre de recrutement de la Comintern que Josip Broz Tito commandait à Paris.
Après la guerre, ceux qui fuirent à travers les Pyrénées ont été faits prisonniers dans les camps d'internement français, d'où l'organisation communiste yougoslave est parvenue à rapatrier illégalement une partie d'entre eux, qui sont ensuite devenus des leaders de la résistance contre l'occupation nazie en Yougoslavie. Quatre des brigadiers ayant combattu pour le parti républicain ont dirigé les groupes de l'Armée Partisane de Libération contre les nazis durant la Seconde Guerre mondiale : Kočà Popović, Peko Dapčević, Kosta Nađ, et Petar Drapšin,,.

## Contexte historique
Le coup d'État en Espagne de juillet 1936 coïncide avec la montée des totalitarismes en Allemagne (nazisme) et en Italie (fascisme), et l'escalade militaire favorisée par la politique agressive d'annexions menée par Adolf Hitler en Europe,. De même, les mouvements communistes se trouvaient à leur apogée après le triomphe de la révolution russe de 1917 et l'influence mondiale du communisme soviétique. Ainsi, le 24 juin 1920 est fondé le Parti communiste de Yougoslavie (KPJ), déclaré illégal en 1921,.
La révolte armée en Espagne a été considérée comme un nouveau coup porté à la démocratie et aux libertés, surtout lorsque l'Allemagne nazie et l'Italie fasciste se sont alliés à la cause nationaliste,,. Le mouvement communiste yougoslave a interprété cette révolte comme une nouvelle avancée du fascisme en Europe,. La cause du Front populaire a éveillé dans l'opinion publique yougoslave beaucoup de sympathie, tandis que le gouvernement du royaume penchait en faveur des insurgés nationalistes. Le régent Pablo Karađorđević se trouvait alors plus proche des puissances de l'Axe, alors que toutes les activités du KPJ étaient clandestines et subissaient une violente répression. Le ministère de l'Intérieur émit un mandat interdisant n'importe quelle activité en faveur de la République espagnole, et affirmant que toute personne s'engageant dans l'armée républicaine espagnole se verrait privée de la citoyenneté yougoslave. Le gouvernement de Milan Stojadinović maintenait ses relations, notamment commerciales, avec le gouvernement républicain espagnol.
Depuis 1932, le président du parti était Milan Gorkić (en), exécuté lors des purges staliniennes en novembre 1937. Il fut substitué par Josip Broz Tito, ancien combattant de la Première Guerre mondiale formé à Moscou.
Tandis que les principales puissances européennes telles que la France et le Royaume-Uni avaient signé le Comité international pour la non-intervention contre les ingérences étrangères dans la guerre civile espagnole, signé par 27 pays, parmi lesquels le royaume de Yougoslavie, l'opinion publique progressiste s'est prononcée en faveur de la République, formant plusieurs mouvements solidaires. A Paris est alors créé le Comité national yougoslave, aidé par le KPJ, et qui devient un lieu de réunion et d'organisation pour l'aide à la Deuxième République espagnole.

## Organisation
« La lutte du peuple espagnol est notre lutte. C'est une lutte du peuple pour le droit d'être maître de son destin, c'est une lutte pour défendre la liberté, le pain et la paix, c'est une lutte contre le fascisme et la guerre. Aidons-les rapidement, de tout notre cœur et avec le même enthousiasme que celui avec lequel les combattants espagnols sacrifient leur vie à la cause de la démocratie et de la liberté »

Drapeau des Brigades internationales. Ce corps de volontaires a rassemblé 59380 brigadiers étrangers, dont plus de 15000 sont morts.

Il est estimé que seul 1/3 des volontaires envoyés en Espagne étaient communistes ; il y avait parmi eux des Croates, des Slovènes, des Serbes, des Monténégrins et des Macédoniens.
Avec cette mission, l'Internationale Communiste a mis sur le devant de la scène Josip Broz Tito et Palmiro Togliatti à Paris, d'où la Comintern a organisé un bureau d'enrôlement Rue Lafayette. La présence de Tito a été décisive pour l'intégration de centaines de Yougoslaves dans le contingent,,. L'organisation a également géré des centres en Autriche, en Tchécoslovaquie et en Suisse pour faciliter l'incorporation de Yougoslaves résidents en Europe centrale. Des dirigeants communistes tels que Blagoje Parović, Božidar Maslarić, Rodoljub Čolaković et August Cesarec ont étroitement collaboré avec Tito pour l'organisation et l'envoi de personnel en Espagne, qui, en raison du contrôle des voies ferrés exercé par les dictatures, les a contraint à recourir à des techniques telles que la falsification de passeports,.
Les volontaires se déplaçaient en Espagne depuis la France en bateau ou en train à travers la frontière contrôlée par les autorités républicaines. D'autres n'ont pas eu la même chance et ont été arrêtés, comme c'est le cas des 500 originaires du Monténégro, d'Herzégovine et de Dalmatie qui, à bord du bateau français La Corse ont été découverts près de Budva, alors qu'ils tentaient de se rendre en Espagne.

## Composition

Carte historique du royaume de Yougoslavie en 1936. Afin d'éviter des actions secessionniste, le pays est divisé en banovinas, unités administratives qui ne correspondent pas avec les nations historiques, et définies plus par des arguments géographiques.

### Provenance
Les volontaires yougoslaves ne venaient pas exclusivement du territoire du royaume de Yougoslavie. Il existait une importante diaspora originaire des Balkans composée d'émigrants, d'étudiants, de militaires et d'exilés en divers endroits du monde,.
Il faut souligner le nombre important de groupes issus de l'Union soviétique, où ils étaient formé politiquement et militairement, et de Tchécoslovaquie, où existait un nombre important d'étudiants.

### Filiation
Les données sur l'année de naissance sont connues pour 1 298 volontaires (78 %) et inconnues pour 366 (22 %). 21 volontaires (1,3 %) sont nés entre 1881 et 1890 ; 242 (14,5 %) entre 1891 et 1900, 667 (40,1 %) entre 1901 et 1910 ; 367 (22,1 %) entre 1911 et 1920. En 1936, l'âge le plus représenté était de 26 ans (nés en 1910),.
Les données sur la profession sont connues pour 1 287 volontaires (77,3 %) et inconnues pour 377 (22,7 %). La plus représentée est celle des ouvriers (63,4 %), dont 10,2 % de mineurs, suivie par les étudiants et des jeunes en âge scolaire (5,4 %), ainsi que des intellectuels (médecins, professeurs, journalistes et ingénieurs).
Sur 1 052 volontaires, 48 % étaient Croates, 23 % Slovènes, 18 % Serbes, 3,2 % Monténégrins et 1,5 % Macédoniens,.
En ce qui concerne la situation politique-sociale, il y avait des personnes issues de l'émigration économique postérieure à la Première Guerre mondiale;, des émigrants politiques en raison de leurs idéologies (généralement communistes), des Slovènes et des Croates originaires de la Vénétie julienne annexée par l'Italie fasciste, des Slovènes de Carinthie et de Styrie, régions assignées à l'Autriche après la Grande Guerre, des Croates de Dalmatie également annexée par l'Italie, et des Macédoniens yougoslaves résidents en Bulgarie et en Grèce.
Parmi les volontaires se trouvaient aussi 16 femmes (trois médecins, deux infirmières, six ouvrières, deux étudiantes, une fonctionnaire et deux sans profession connue).

## Participation

### Distribution
Les premiers volontaires ont intégré la milice populaire avant la formation officielle des Brigades internationales le 22 octobre 1936. 1 700 Yougoslaves étaient principalement répartis entre les bataillons Dimitrov, Đuro Đaković et Masaryk. À leur arrivée en Espagne ils ont été intégrés, aux côtés des brigadiers allemands et autrichiens à Tarazona de la Mancha, la caserne générale des brigades se trouvant à Albacete.

### Actions de combat

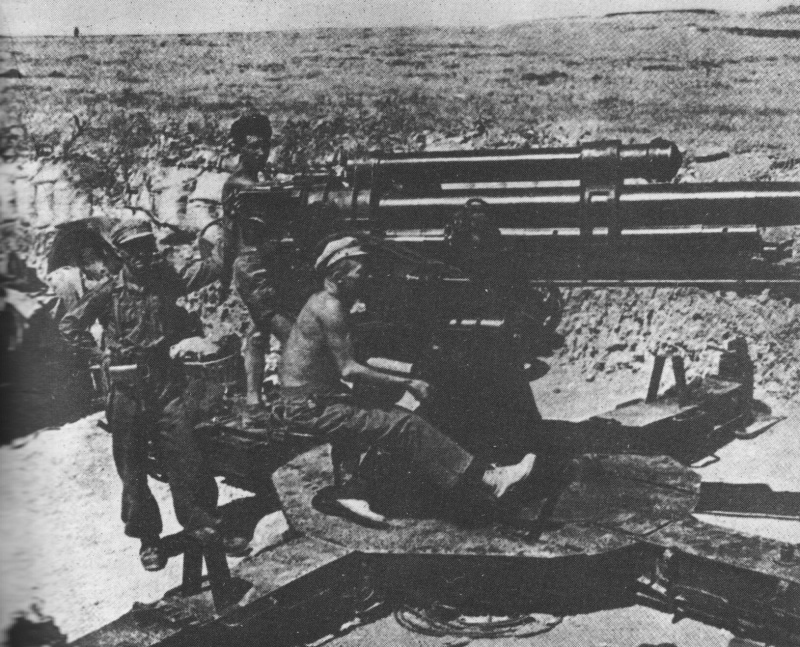
Membres de la batterie tchécoslovaque d'artillerie Gottwald pendant la bataille de l'Èbre. La participation yougoslave aux opérations près de l'Èbre a supposé la plus grande perte du contingent. Malgré sa réorganisation, après le désastre du Sègre ne sont pas revenu à entrer plus en combat.

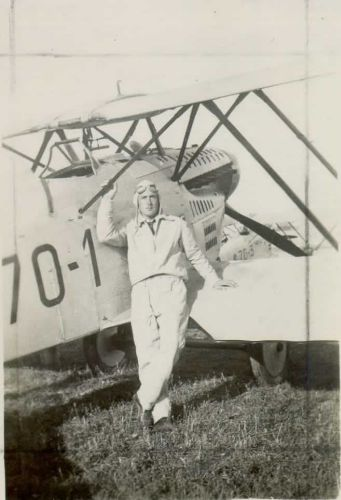
Josip Križaj (1911-1948), Pilote slovène de lEscadrille España des Forces aériennes de la Deuxième République espagnole, qui a abattu 3 aéroplanes pendant la Bataille de Madrid.

#### Madrid
En février 1937, les brigadiers ont participé à la Bataille du Jarama, où le parti républicain est parvenu à contenir l'avance ennemie malgré de grandes pertes humaines pour la XVe Brigade internationale. Là, le bataillon Dimitrov a perdu 2/3 de ses membres. Les bataillons Dimitrov et le Đuro Đaković, ont été utilisés comme forces de choc, ce qui explique les pertes nombreuses dans cette bataille. Des historiens tels qu'Antony Beevor considèrent que souvent ces unités ont été exposées à l'aviation nationaliste, très supérieure à l'aviation républicaine.
Entre le 6 et le 25 juillet, ces unités ont participé à la bataille de Brunete, intégrées aussi dans la XVe Brigade, dirigée par le brigadier croate Vladimir Ćopić. Pendant cette bataille, le 6 juillet, est mort à Villanueva de la Cañada Blagoje Parović, membre du comité central du KPJ et commissaire politique de la XIIIe Brigade. À Brunete, les commandants républicains ont échoué dans leur objectif d'isoler les forces nationalistes qui assiégeaient Madrid, et le sacrifice de brigadiers a été énorme. Il est estimé que les Brigades ont perdu 50 % de leurs combattants dans cette bataille. Parmi les membres du bataillon Đaković se trouvaient quelques espagnols, tels que Luis Álvarez Yuste, le poète des guérilleros.

#### Aragon
Intégré à la XVe B.I., en août le Đuro Đaković a été envoyé sur le front d'Aragon. Pendant l'offensive de Saragosse, il a perdu plus de la moitié de ses hommes en luttant contre fortifications ennemies et pour défendre les positions capturées, et a participé, avec le Dimitrov, à la bataille de Belchite, qui stabilisa le front en septembre 1937,. Ils ont été remplacés sur ce front par les Canadiens du Bataillon Mackenzie-Papineau.
Après la réorganisation des brigades, les bataillons Dimitrov, Đuro Đaković et Masaryk ont été incorporés en mars 1938 à la 129e Brigade internationale, sur le front aragonais, avec une résistance à l'offensive d'Aragon, à la suite de laquelle le contingent des Balkans a perdu une grande partie de ses troupes. Sur le même front, après la grave défaite de la bataille de l'Èbre et en raison des nombreuses pertes, a eu lieu une réorganisation de l'Armée de l'Èbre, et la plupart des Yougoslaves sont restés encadrés dans le 45e bataillon divisionnaire De la XIVème Brigade internationale, séparés de la 129.ª brigade pendant les combats de Morella. Le Bataillon Divisionnaire, composé de 782 volontaires tchèques et des Balkans, s'est organisé à Cambrils le 4 avril 1938, et retourna sur le front pendant la bataille du Sègre dans la 45e division de l'Armée populaire de la République. Son commissaire était le Croate Petar Erdeljac, et le commandement de la compagnie était attribué à Kosta Nađ, qui fut blessé le 10 septembre et remplacé par Peko Dapčević. Après le nouvel échec républicain, le 45.º Batallón s'est retiré le 22 septembre à L'Ametlla de Mar.

#### Autres
Tous les combattants yougoslaves n'ont pas été intégrés dans des forces terrestres. Quatre d'entre eux ont pilotes des Forces aériennes de la République espagnole : Boško Petrović, membre de la 1.ª Escadrille, Groupe 26, qui a abattu 5 avions ennemis dans la zone de Madrid ; Josip Križaj, de l'Escadrille España, qui a abattu 3 aéroplanes ; Dobre Petrović, frère du premier, intégré à la 1.ª Escadrille, ; et Sreten Dudić, mort pendant une mission avec Boško Petrović.

### Démobilisation et victimes
En pleine bataille, le 21 septembre 1938, le gouvernement républicain a pris la décision de retirer tous les brigadiers étrangers du conflit, en obéissant ainsi à la demande de la Société des Nations de retirer de la guerre tous les combattants non espagnols des deux côtés. Jusqu'alors, il est estimé que 800 des combattants yougoslaves étaient morts au combat, bien que les statistiques yougoslaves aient soutenu qu'ils avaient été 545. Le 25 septembre, les brigadiers yougoslaves ont été démobilisés. Cependant, l'offensive de Catalogne les a surpris dans cette région, et ils ont entrepris la fuite avec les restes de l'Armée Populaire Républicaine vers le territoire français.

### Contrôle soviétique et rôle de Tito
Le contrôle exercé par le gouvernement de Joseph Staline, à travers la police secrète (NKVD) s'est renforcé tout au long de la guerre, autant sur le gouvernement républicain que sur les Brigades internationales. Dans ce sens, l'infiltration d'informateurs parmi les brigadiers dès la création des Brigades, avec l'objectif de détecter des éléments dissidents qui pourraient refuser de suivre les consignes envoyées depuis Moscou. Obscur, le rôle des liquidadores, chargés d'éliminer tout élément opposé au stalinisme.
L'aspect le plus controversé de la participation yougoslave à la guerre civile espagnole est sans doute le rôle joué par le leader communiste Josip Broz Tito. Bien que le même Tito ait confié dans plusieurs entretiens qu'il n'avait pas fouler le territoire espagnol et que son rôle dans le conflit n'était pas de recruter des volontaires ou de faciliter leur retour d'Espagne, des témoins ont affirmé l'avoir vu dans le pays pendant la guerre. Le président du Parti Communiste de Yougoslavie depuis 1932, Milan Gorkić, a été exécuté par le NKVD à Moscou en novembre 1937, accusé d'être trotskiste, et son poste a été occupé par Tito, qui entretenait alors une bonne relation avec Staline,. En 2009 le journaliste serbe Pero Simić, auteur de plusieurs livres sur le maréchal, a publié Tito, le mystère du siècle qui liait directement Tito au NKVD. Selon Simić, Staline et Tito ont envoyé en Espagne une unité de liquidadores du NKVD, à laquelle est attribué l'assassinat du dirigeant communiste yougoslave Blagoje Parović, commissaire politique du bataillon Đaković mort pendant la bataille de Brunete, et de nombreux autres volontaires yougoslaves dissidents.
La dernière victime des purges stalinistes parmi les combattants yougoslaves a été Vladimir Ćopić, commandant de la XVe Brigade internationale. Ćopić est arrivé à Moscou en septembre 1938, à la retraite des BBII, et fut arrêté et condamné à mort par un tribunal militaire soviétique, et exécuté en avril 1939.

### Relation culturelle
En raison de ce que les Yougoslaves, comme les brigadiers d'autres nationalités, ne pouvaient pas rentrer dans leur pays pendant les permissions car considérés comme proscrits, profitaient de leur repos en Espagne, à proximité du front. Ceci a facilité l'intégration des combattants au sein de la population civile. D'après les mots prononcés en 2011 par Trivo Inđić, conseiller présidentiel du président de la Serbie: « les volontaires de la liberté yougoslaves ont amené à leur retour la langue et la culture espagnoles, et certains d'entre eux furent les premiers traducteurs de poètes espagnols (...) Ils ont établi ici une nouvelle culture, un nouvel horizon culturel, et c'est l'hispanophilie.»
Aussi la présence d'un groupe important d'étudiants et d'intellectuels a favorisé l'échange culturel entre les brigadiers et la population. Le rôle des étudiants (entre 80 et 100) a été très important pour faire connaître des aspects peu connus sur la Yougoslavie et sa culture. Ils ont collaboré avec la Fédération des Étudiants Espagnols, qui, le 1er janvier 1938 leur a rendu hommage au Théâtre Lara de Madrid. Fruit de cette relation, une publication en serbo-croate a été créée avec les expériences de la guerre et une importante collection de photographies.
Parmi les intellectuels yougoslaves ayant participé à la guerre d'Espagne se trouvent l'écrivain croate August Cesarec, le poète serbe Ratko Pavlović Ćićko (tous deux morts au cours de la Seconde Guerre mondiale), Rodoljub Čolaković, le célèbre peintre Đorđet Andrejević Kun, auteur d'une collection illustrant la guerre civile espagnole, publiée sous le titre Za sloboda (Pour la liberté), en 1939, ainsi que l'entomologue Guido Nonveiller,,.
Le bataillon Dimitrov, auquel ont participé un grand nombre de Yougoslaves, avait en plus sa propre revue mensuelle, le Dimitrovac, publié en serbo-croate et en espagnol,. Son éditeur était Veljko Vlahović, et a été publié du 1er mai au 31 décembre 1937. En 1968, Vlahović a publié un livre en fac-similé des douze numéros publiés.

## Sortie

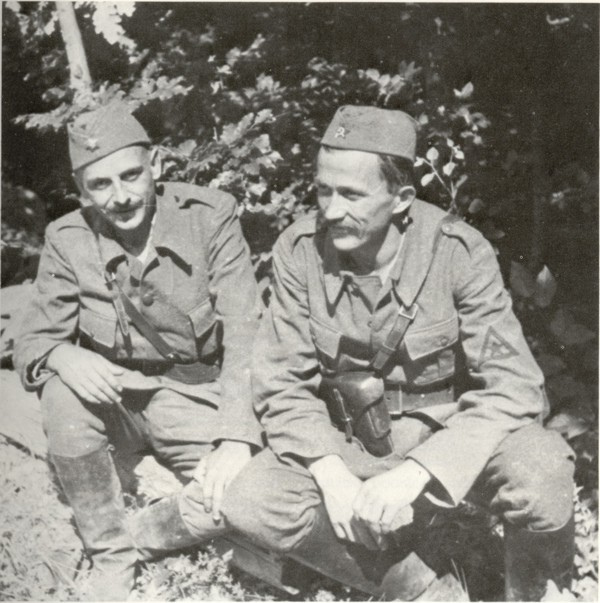
KočÀ Popović et Danilo Lekić pendant une trêve dans la bataille du Sutjeska de 1943. Tous les deux ont fait partie du contingent de volontaires yougoslaves en Espagne, et avec le pas du temps s'ont convertis en deux des principaux grandes charges tellement de l'armée aussi bien que du gouvernement de la l'Yougoslavie socialiste.

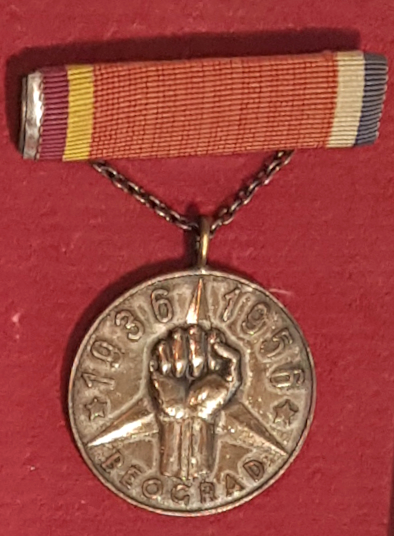
Médaille de l'Association de Brigadistas Yugoslavos, condecoración instaurée en 1956 et qu'a été imposée à 250 personnes.

Après la dissolution des Brigades internationales, le gouvernement du régent Pablo Karađorđević s'est opposé au retour au royaume des brigadiers yougoslaves. 520 franchirent les Pyrénées en faisant partie de l'exode des 400 000 personnes qui ont franchi la frontière, à condition de livrer leurs armes au gouvernement français. Cette masse de réfugiés comprenait quelque 220 000 soldats de l'armée républicaine, et ont été internés dans plusieurs camps de concentration en France. La plupart des combattants yougoslaves se trouvèrent dans les camps de Gurs, Argelès-sud-Mer et Vernet d'Ariège. La Seconde Guerre mondiale a surpris dans leur périple beaucoup de ces combattants qui espéraient rentrer illégalement dans leur pays. Malgré les 300 000 signatures réunies en Yougoslavie pour obtenir leur retour, le gouvernement Cvetković-Maček n'a pas autorisé leur rapatriement. Le 10 octobre 1937, les autorités yougoslaves avaient officiellement établi des relations diplomatiques avec l'Espagne franquiste.
Quelques-uns ont péri dans le trajet ou dans différents camps de concentration, et 250 d'entre eux, avec l'aide du Parti communiste yougoslave et ses centres clandestins à Marseille et à Paris, retournèrent illégalement en Yougoslavie à travers l'Autriche, et intégrèrent la résistance à l'occupation nazie. Ces hommes ont formé le noyau de l'Armée Partisane de Libération qui, avec l'aide de l'Armée rouge, a fait face à la Wehrmacht dans les Balkans. D'autres, qui ne purent rentrer en Yougoslavie, ont rejoint les mouvements de résistance en France, en Belgique, aux Pays-Bas et en Pologne, tels que Ljubo Ilić, Vlajko Begović et Lazar Latinović.
Selon les statistiques espagnoles, 148 d'entre eux ont obtenu le grade d'officier au cours du conflit. De même, 24 des ex-combattants espagnols ont obtenu le grade de général de l'armée partisane, et quatre ont dirigé les quatre groupes d'armées qui ont remporté la victoire définitive sur les forces allemandes, et la libération du territoire des Balkans : Kočà Popović, Peko Dapčević, Kosta Nađ et Petar Drapšin. Après la Seconde Guerre mondiale, quelques-uns ont reçu les plus grandes décorations du gouvernement yougoslave, en plus d'obtenir des postes de chefs d'état major des armées, présidents de la république, ministres, et ambassadeurs.

## Reconnaissances

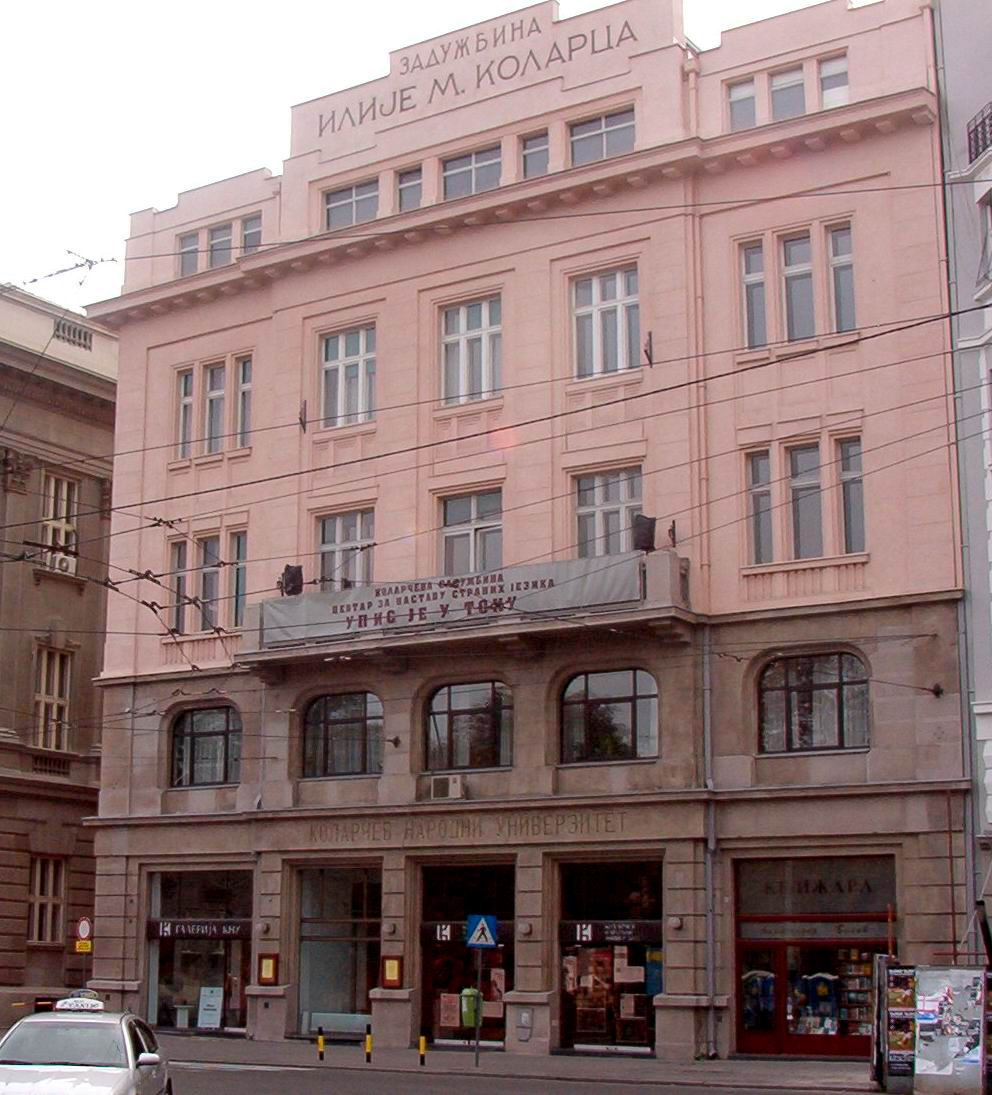
Bâtiment de l'université de Kolarac, à Belgrade, où s'est constituée, en 1946, l'Association des brigadiers yougoslaves.

Pour le sociologue slovène Avgust Luišnik, qui a publié en 2007 l'un des travaux les plus documentés sur le rôle des brigadiers, « il n'y a pas de doute que les "Espagnols" ont représenté une idée supérieure pour les gens ; les combattants ont bénéficié d'un culte pour leur valeur personnelle, le patriotisme et leur dévouement à la lutte contre le fascisme».
En 1946 est fondée à l'université de Kolarac de Belgrade l'Association de brigadiers yougoslaves.
En 1972, Josip Broz Tito a accordé aux brigadiers yougoslaves l'une des plus grandes distinctions attribuées par la république fédérative socialiste de Yougoslavie : l'ordre du Héros national. Tito fut également lié à l'association des brigadiers.
En 1977, après la mort de Franco, l'association a organisé son premier voyage en Espagne après la guerre civile, auquel 48 ex-combattants ont participé. Dans le cadre de la guerre du Kosovo, le 19 novembre 1998 le président de la république fédérale de la Yougoslavie, Slobodan Milošević, pendant un discours à Belgrade, a utilisé comme symbole les brigadiers pour appeler les serbes de Kosovo à aller « aux barricades, comme nos ancêtres en Espagne», pour combattre « pour une Serbe unie dans une Yougoslavie unie ».
En 2006, à l'occasion du 70e anniversaire, le roi Juan Carlos Ier a nommé l'association des brigadiers yougoslaves à l'ordre du Mérite civil, avec le dernier survivant des brigadiers, Lazar Latinović, mort la même année.
En 2011, à l'occasion du 75e anniversaire de la formation des brigades a eu lieu l'exposition "No Pasarán" à Belgrade, en hommage aux brigadiers, sous le patronage du président de la Serbie Boris Tadić.

## Brigadiers notables
Les Yougoslaves ayant participé à la guerre d'Espagne qui ont obtenu une importance majeure pour leurs actes sont les suivants, :
| Nom                 | Dates       | Faits notables |
| ------------------- | ----------- | --- |
| Koča Popović        | (1908-1992) | Commandant de division de l'Armée populaire républicaine, l'un des généraux les plus importants du Front des Balkans, avec une décisive intervention dans la bataille de la Sutjeska, il a dirigé le groupe des armées partisanes. Il a aussi été chef d'état-major de l'Armée populaire yougoslave, ministre des Relations extérieures et vice-président de la Yougoslavie. |
| Peko Dapčević       | (1913-1999) | Lieutenant de l'armée républicaine qui a combattu à Brunete et l'Èbre, et a commandé l'offensive de Belgrade. Il a été chef d'état-major du JNA, secrétaire des Transports et Communications et ambassadeur en Grèce. |
| Kosta Nađ           | (1911-1986) | Capitaine de l'armée de la république et blessé dans la bataille de l'Èbre, il a commandé le groupe d'armées partisanes, a servi dans l'Armée populaire yougoslave, et a participé au comité central de la Ligue des communistes de Yougoslavie. |
| Petar Drapšin       | (1914-1945) | Combattant lors de la guerre civile espagnole, où il a obtenu le rang de capitaine, il s'est illustré en Dalmatie et Herzégovine pendant la libération yougoslave. Il est mort accidentellement en tirant avec son arme. |
| Vladimir Ćopić      | (1891-1939) | Il a occupé la plus haute charge attribuée à un brigadier yougoslave pendant la guerre civile, en tant que commandant de la XVe Brigade internationale. Il est mort exécuté en Union soviétique lors des purges de Staline. |
| Aleš Bebler         | (1907-1981) | Capitaine de l'armée républicaine et commissaire politique de la XVe Brigade, il est devenu délégué permanent de la Yougoslavie devant l'ONU. |
| Branko Krsmanović   | (1915-1941) | Capitaine de l'une des batteries d'artillerie les plus remarquées de la guerre espagnole, il a dirigé l'insurrection serbe contre l'occupation allemande et est mort dans une embuscade de la Wehrmacht. |
| Ivo Vejvoda         | (1911-1991) | Il est arrivé en Espagne alors jeune étudiant, et à son retour en Yougoslavie, il a occupé diverse charges telles que celle de commissaire politique et opérationnel de la résistance. Après la guerre, il est devenu ambassadeur de la république fédérative socialiste de Yougoslavie au Brésil, en Tchécoslovaquie, au Royaume-Uni, en Italie et en France. |
| Veljko Vlahović     | (1914-1975) | Il a lutté avec le Bataillon Dimitrov, et a collaboré avec le Centre pour l'évacuation des soldats des Brigades internationales. À son retour, il a assumé la charge de chef de l'agitation et de la propagande du comité central du Parti communiste de Yougoslavie. Il a également été président de la Junte d'Éducation du Conseil exécutif fédéral, président de l'Assemblée nationale et directeur du quotidien Borba. |
| Ivan Gošnjak        | (1909-1980) | Capitaine de l'Armée républicaine espagnole, et commandant du premier corps des Partisans croates, il est devenu député de l'Assemblée de Yougoslavie, président du comité central de la Ligue des communistes de Yougoslavie et ministre de la Défense. |
| Ivan Stevo Krajačić | (1906-1986) | Il a participé à la guerre civile avec le bataillon Chapáyev. Pendant la guerre de Libération, il a été commandant de la deuxième zone d'opérations de Croatie. Après la guerre, il est devenu président de l'Assemblée de la république socialiste de Croatie, et président de l'Association des vétérans croates de la guerre de Libération. |
| Danilo Lekić        | (1913-1986) | Commandant de l'école des sous-officiers des Brigades internationales et commissaire politique de la XVe Brigade internationale, il a organisé depuis la France le retour de brigadiers en Yougoslavie. Il est devenu commissaire politique de l'Armée partisane, où il a obtenu le grade de commandant du Xe Corps pour avoir participé à la Libération de Belgrade. Après la guerre, il a fait partie du corps diplomatique, comme ambassadeur au Brésil et en Égypte, chef de la délégation devant l'ONU et secrétaire d'État pour les Affaires étrangères.                                                                                            |
| Lazar Latinović     | (1915-2006) | Il est arrivé en Espagne avec un groupe d'étudiants et a obtenu le grade de capitaine de l'Armée Républicaine. Il est demeuré en France occupée en participant activement à la résistance française et en organisant le retour de brigadiers yougoslaves. En 1945 il est rentré en Yougoslavie, puis a participé à des missions diplomatiques à Paris et Moscou. En tant qu'ambassadeur, il a exercé à Bruxelles, Tokyo, Buenos Aires et Stockholm. Il est l'un des membres fondateurs de l'Association de combattants yougoslaves en Espagne, et président de celle-ci depuis 1999. À sa mort, il était le dernier survivant des brigadiers yougoslaves. |
| Rodoljub Čolaković  | (1900-1983) | Écrivain, il a participé pour quelques mois en 1937 à la guerre espagnole en tant que conseiller du Parti communiste yougoslave. Réclamé par Tito, il rentre en Bosnie, où il est l'un des organisateurs de la révolte contre l'occupation nazie, et obtient le grade de commissaire politique des partisans bosniens. Après la libération, il est membre de la présidence fédérale de Yougoslavie, ministre de l'Éducation et Premier ministre de la république socialiste de Bosnie-Herzégovine. |
| Lazar Udovički      | (1915-1997) | Il est arrivé en Espagne avec un groupe d'étudiants, et y est resté jusqu'à la fin de la guerre. Il a été arrêté à plusieurs reprises dans des camps français, desquels il s'est échappé pour rejoindre la résistance, à laquelle il a participé activement jusqu'à son arrestation en 1943 par le régime pronazi. Après son rapatriement, il est devenu secrétaire général du Gouvernement de la république socialiste de Serbie, et a exercé dans le corps diplomatique à Buenos Aires, Rio de Janeiro, Caracas et Milan, puis comme ambassadeur de Yougoslavie en Uruguay.                                                                             |

## Héros national
Les brigadiers suivants ont reçu l'ordre du Héros national, pour leur participation à la Seconde Guerre mondiale :
| - Božo Bilić Marjan (1913-1942) - Milan Blagojević (1905-1941) - Divko Budak (1897-1941) - Đuro Vujović (1901-1943) - Petar Vuksan Pekiša (1905-1941) - Jože Gregorčič (1903-1942) - Božidar Dakić (1909-1941) - Robert Domani (1918-1942) | - Stipe Đerek (1912-1942) - Ilija Engel (1912-1944) - Ljubomir Živković, Španac (1918-1942) - Fadil Jahić, Španac (1910-1942) - Žikica Jovanović, Španac (1914-1942) - Juraj Kalc (1908-1942) - Mirko Kovačević (1916-1941) - Branko Krsmanović (1915-1941) | - Ivan Lenac (1906-1945) - Danko Mitrov (1919-1942) - Franjo Ogulinac Seljo (1904-1942) - Marko Orešković (1896-1941) - Ratko Pavlović ĆIćko (1913-1943) - Milutin Monćou Radaković (1915-1941) - Franc Rozman (1911-1944) | - Miha Peindre Tolède (1913-1942) - Vlado Ćetković (1911-1944) - Ahmet Fetahagić (1914-1944) - Nikola Car Crni (1910-1942) - Vjećeslav Cvetko Fleurs (1917-1941) - Miljenko Cvitković (1914-1943) - Josip Šarić, Španac (1913-1978) - Drago Štajnberger Adolf (1916-1942) |

## Filmographie
- Španija naše mladosti ("Espagne de notre jeunesse"), film documentaire yougoslave de Zdravko Velimirović produit par Zastava Film en 1967[68].